# Référendum sur l'indépendance de la Macédoine
Le référendum sur l'indépendance de la Macédoine est un référendum organisé en république socialiste de Macédoine le 8 septembre 1991, concernant l'indépendance du pays vis-à-vis de la république fédérative socialiste de Yougoslavie (RFSY).
Le scrutin, marqué par le boycott des Albanais de Macédoine, s'est soldé par une très large majorité en faveur de l'indépendance.

## Contexte
Le référendum s'est tenu suite l'éclatement de la république fédérative socialiste de Yougoslavie, formée en 1945 par six Républiques, et des violences qui l'ont suivi. En décembre 1990, la Slovénie et la Croatie organisent toutes deux un référendum sur l'indépendance, qu'elle finissent par proclamer le 25 juin. Cette décision conduit à l'intervention de l'armée fédérale (JNA) en Slovénie, où elle est défaite en moins de deux semaines, puis en Croatie, conduisant ainsi au déclenchement de la guerre de Croatie, qui durera quatre ans.
Au mois d'août, la commission d'arbitrage pour la paix en Yougoslavie, présidée par le Français Robert Badinter, déclare la Yougoslavie « en cours de dissolution », rendant ainsi caduque la Constitution fédérale.
C'est dans ce contexte que le Parlement macédonien adopte, le 25 janvier 1991, une déclaration d'indépendance appelée à être confirmée par le peuple. Après de longues négociations entre députés, le texte suivant est retenu : « Êtes-vous pour un État macédonien indépendant et souverain, disposant du droit d'entrer dans une future union d'États souverains de Yougoslavie ? » (en macédonien : Дали сте за суверена и независна држава Македонија, со право на влез во иден сојуз на суверени држави на Југославија? ).
Malgré l'appel de l'ensemble de la classe politique à se déplacer, les Albanais de Macédoine ont décidé de boycotter le scrutin, pour dénoncer leur condition de « peuple opprimé ».

## Résultats
| Choix                  | Votes     | %     |
| ---------------------- | --------- | ----- |
| Pour                   | 1 079 308 | 96,42 |
| Contre                 | 39 639    | 3,58  |
|                        |           |       |
| Votes valides          | 1 119 333 | 98,80 |
| Votes invalides        | 13 648    | 1,20  |
| Total                  | 1 132 981 | 100   |
| Abstention             | 362 826   | 24,26 |
| Inscrits/participation | 1 495 807 | 75,74 |

| Votes Pour (96,42 %) |
| ▲                    |
| Majorité absolue     |

## Suites
Dix jours après la tenue du scrutin, le Parlement de Macédoine organise un vote confirmant les résultats du référendum, permettant ainsi l'accession de la Macédoine à l'indépendance.